# 牛魯
牛魯（1480年—？），字道宗，順天府寶坻縣人，民籍，明朝政治人物，曾任户部郎中。

## 生平
弘治十四年（1501年）辛酉科順天府鄉試第五十二名舉人。弘治十八年（1505年）中式乙丑科會試第十九名，二甲第二十三名進士。后由户部主事升为郎中，因事辞职回乡，还乡后与武德智、芮元介等促成宝坻城内直通宝坻文庙的云路街的完工。

## 家族
曾祖牛敬；祖父牛富，義官；父牛鴻，義官。母呂氏。具慶下。